# Henryk Jastrzębski
Henryk Jastrzębski, ps. Zbych (ur. 17 listopada 1917 w Chomentowie, zm. 13 kwietnia 1948 w Białymstoku) – polski żołnierz konspiracji niepodległościowej, porucznik. Służył w ZWZ – AK, a od 1943 roku w Narodowych Siłach Zbrojnych. Po wojnie członek antykomunistycznego podziemia. Aresztowany przez Urząd Bezpieczeństwa 3 kwietnia 1948 roku.

## Życiorys

### Młodość i początki działalności konspiracyjnej
Henryk Jastrzębski urodził się 17 listopada 1917 roku w Chomentowie (gm. Śniadowo, powiat łomżyński) w rodzinie zamożnych rolników wywodzących się z drobnej szlachty. Służył wraz z bratem Janem w konspiracji, zaczynając od ZWZ – AK. W 1943 roku przeszedł do Narodowych Sił Zbrojnych. Po zakończeniu wojny dowodził oddziałem Pogotowia Akcji Specjalnej. Przeprowadził wiele akcji, które zakończyły się sukcesem: rozbroił 15 żołnierzy Armii Czerwonej i Ludowego Wojska Polskiego na stacji kolejowej w Żyźniewie w styczniu 1946 oraz rozbił 60 – osobowy oddział Urzędu Bezpieczeństwa w bitwie pod Uśnikiem 18 lutego tego samego roku.

### Udawana współpraca z Urzędem Bezpieczeństwa
W nocy z 5/6 września 1947 Urząd Bezpieczeństwa podjął masową akcję pacyfikacyjną na terenie powiatów wysokomazowieckiego i łomżyńskiego. W jej wyniku zginął Tadeusz „Ciemny” Nerkiewicz – nieoficjalny zastępca Komendanta Okręgu Białostockiego Narodowego Zjednoczenia Wojskowego, aresztowanych zostało 40 osób, w tym dowódcy batalionów, a także zlikwidowane zostały najważniejsze punkty łączności partyzantów. W tej sytuacji Henryk Jastrzębski  za pośrednictwem swojego szwagra Jana „Brzytwy” Głębockiego postanowił nawiązać współpracę z funkcjonariuszami bezpieki. „Zbych” formalnie zwerbowany został 8 października i rozpoczął działalność pod pseudonimem „Ryś”. Aby zdobyć zaufanie resortu Henryk Jastrzębski przekazał pracodawcom jakoby dokonał z własnej inicjatywy likwidacji dwóch dowódców partyzanckich – plutonowego Henryka „Roli” Gawkowskiego i Tadeusza „Wrzosa” Tadaja (w rzeczywistości obaj  zostali skazani na śmierć przez dowództwo NZW). Od tego momentu „Ryś” prowadził masową akcję dezinformacyjną w szeregach Urzędu Bezpieczeństwa. 23 grudnia złożył na ręce jednego z urzędników obszerny raport. Wynikało z niego, że Władysław „Błękit” Żwański (dowódca białostockiego NZW, usilnie poszukiwany przez UB) miał wyjechać na teren Lubelszczyzny, by objąć dowództwo nad Obszarem, w skład którego wchodziło terytorium województwa lubelskiego, białostockiego i warszawskiego. W jego miejsce na Białostocczyznę miał powrócić Zygmunt Szendzielarz. W raporcie była też mowa Kazimierzu „Huzarze” Kamieńskim, który po amnestii miał podjąć współpracę z „Błękitem”. Aby się uwiarygodnić „Zbych” zaproponował jego likwidację. Choć raport wywarł na urzędnikach duże wrażenie, to współpraca Urzędem Bezpieczeństwa miała się wkrótce zakończyć.

### Aresztowanie i śmierć
W lutym 1948 roku Ministerstwo Bezpieczeństwa Publicznego zwerbowało do współpracy byłego żołnierza „Roli”, któremu nadano pseudonim „Pas”. Na podstawie jego zeznań ustalono, że raporty Henryka Jastrzębskiego (mianowanego 27 marca Komendantem Powiatu Podhale i awansowanego do stopnia porucznika) stanowią jedynie zabieg dezinformacyjny. W tej sytuacji podjęto decyzje o likwidacji „Zbycha”. 3 kwietnia doszło do jego spotkania z funkcjonariuszami UB w Zambrowie. Tam został aresztowany a następnie przewieziony do gmachu WUBP w Białymstoku. Torturowany zaczął wyjawiać nazwiska żołnierzy NZW. Wiedząc, że i tak nie uratuje swojego życia i nie chcąc ujawniać kolejnych nazwisk 13 kwietnia 1948 powiesił się w swojej celi. Miejsce jego pochówku do dziś jest nieznane.

### Upamiętnienie
Poczta Polska wyemitowała 1 marca 2020 roku znaczek pocztowy o nominale 3,30 złotych upamiętniający osobę por. Jastrzębskiego. Znaczek stanowi kolejną edycję z okazji Narodowego Dnia Pamięci „Żołnierzy Wyklętych”. Przedstawia ryngraf żołnierski w postaci polskiego orła w koronie z medalionem Matki Boskiej Częstochowskiej na piersi. Na przywieszce znajduje się fotografia portretowa w mundurze i berecie. Projekt znaczka przygotowała Marzanna Dąbrowska. Druk wykonano techniką offsetową na papierze fluorescencyjnym, w nakładzie 90 tys. sztuk.